# Hrabstwo Grainger
Hrabstwo Grainger (ang. Grainger County) – hrabstwo w stanie Tennessee w Stanach Zjednoczonych. Obszar całkowity hrabstwa obejmuje powierzchnię 302,44 mil² (783,32 km²). Według szacunków United States Census Bureau w roku 2009 miało 22 857 mieszkańców.
Hrabstwo powstało w 1796 roku. 
Hrabstwo należy do nielicznych hrabstw w Stanach Zjednoczonych należących do tzw. dry county, czyli hrabstw gdzie decyzją lokalnych władz obowiązuje całkowita prohibicja.

## Miasta

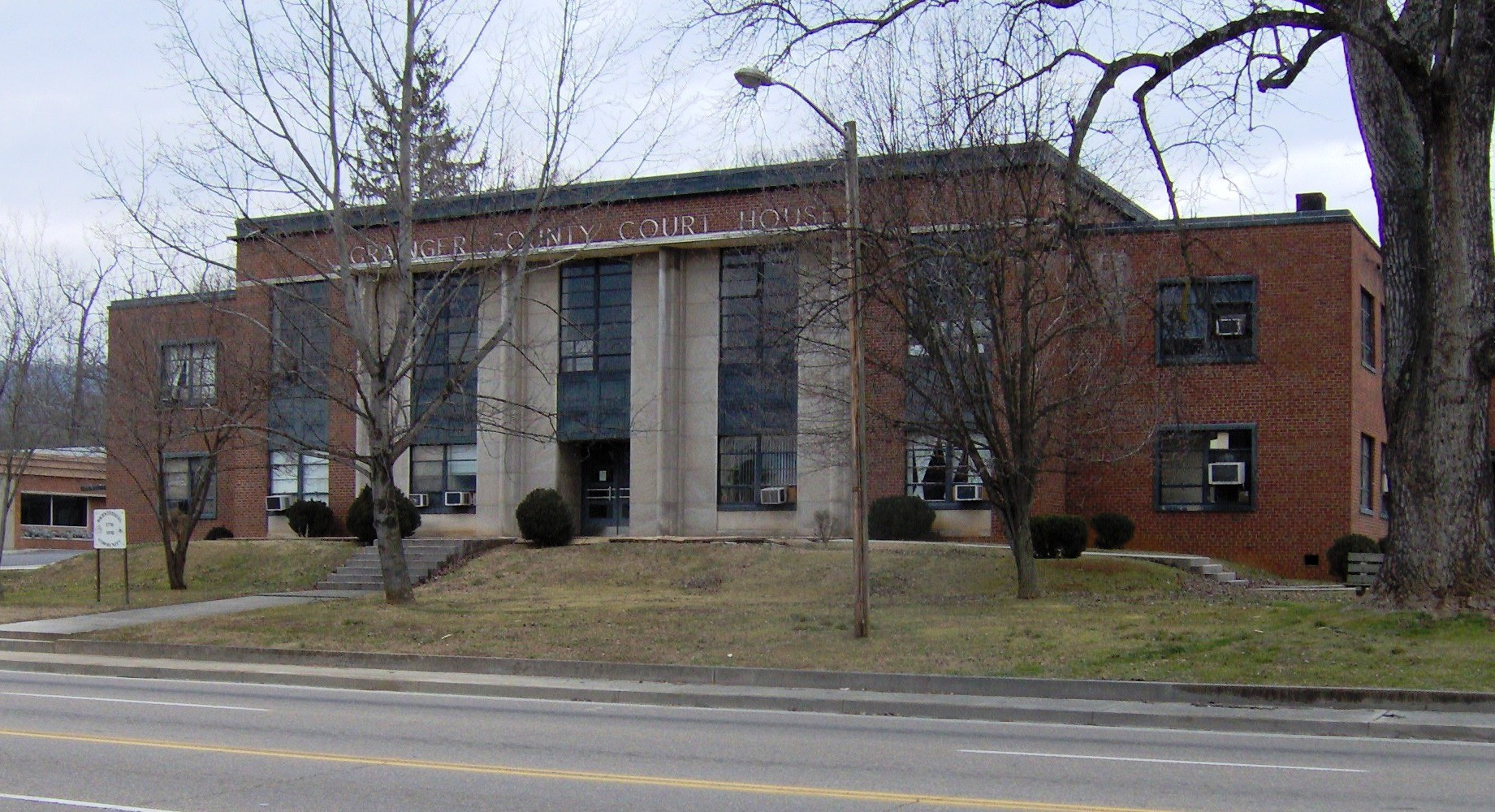
Budynek administracji hrabstwa (courthouse) w Rutledge

- Bean Station
- Blaine
- Rutledge[6]